# Cheapness and Beauty
Cheapness and Beauty è un album del 1995 di Boy George, il suo quinto lavoro solista (quarto se si considera l'album precedente, Jesus Loves You - The Martyr Mantras (1990), come lavoro di gruppo e lo si attribuisce alla sua band dell'epoca, i Jesus Loves You – ma a parte la completa dipendenza di quella formazione dalla personalità del leader, di fatto, in alcuni paesi, come negli USA - ma non in Europa e tanto meno in Italia, The Martyr Mantras è stato accreditato direttamente a Boy George; in moltissimi paesi, invece, il long-playing è stato pubblicato con un espediente promozionale che rappresenta una via di mezzo: intestato ai Jesus Loves You in quanto band, con uno sticker adesivo sulla copertina che specifica che si tratta di «Un progetto di Boy George»). Cheapness and Beauty, che contiene 13 tracce (l'album più lungo fino ad allora realizzato dall'ex leader dei Culture Club, battuto solo dal recente U Can Never B2 Straight, con 15 brani più una sedicesima traccia fantasma), si apre con una cover del pezzo di Iggy Pop intitolato "Funtime", che ha raggiunto il numero 45 nella classifica dei singoli in UK. Altri due singoli furono ricavati dalla ballata acustica conclusiva, dal titolo in francese Il Adore ("lui adora" - successivamente inserita nella doppia colonna sonora del musical Taboo), che si è piazzata al numero 50, e il brano ballabile con spiccate influenze country, dal titolo allusivo "Same Thing in Reverse" (l'allusione è all'omosessualità, definita 'la stessa cosa al contrario'), classificatosi al numero 56 nel Regno Unito (dove tra l'altro, fino a qualche anno fa, era severamente proibito promuovere l'omosessualità alla stessa stregua dell'eterosessualità e, nonostante la situazione sia nel frattempo migliorata, i pregiudizi in proposito sono ancora molto radicati) e il numero 28 nelle classifiche dance di Billboard negli Stati Uniti (il CD singolo conteneva numerosi remix da discoteca). Un ultimo estratto, anche se soltanto nel curioso formato di maxi singolo con doppio lato A, contiene i due brani "Sad" (dedicata all'amico di vecchia data Philip Sallon) e "Satan's Butterfly Ball" (per l'artista di performance Leigh Bowery), presenti entrambi con due remix ciascuno, completamente diversi dalle versioni punk rock originali, e fortemente orientati invece verso la techno-trance più estrema.
Cheapness and Beauty comprende diverse tracce preferite dai fans, quali le due intense ballate acustiche "If I Could Fly" (specie di spartiacque del disco) e "Unfinished Business", nonché più ritmate canzoni punk-rock, come "God Don't Hold A Grudge" e "Blindman", molte delle quali si concentrano sul racconto delle due storie d'amore più importanti vissute da George nella sua vita, quella con il batterista dei Culture Club, Jon Moss, e quella con il meno noto artista Kirk Brandon, che gli fece causa per aver dichiarato pubblicamente la sua storia (secondo lui, ormai padre e marito, falsa) nella sua autobiografia, "Take It Like A Man", pubblicata da George nello stesso periodo del disco (1995).
L'album ha ricevuto ovunque delle critiche entusiaste (celebre «Quando il Boy mangia sano», pubblicata sul periodico "Musica!" allora allegato al quotidiano italiano La Repubblica), ma non è riuscito a vendere tantissimo, e di certo non tanto quanto Boy George era abituato a vendere coi suoi primissimi dischi solisti e soprattutto con i lavori pubblicati con i Culture Club. In molti si sono scagliati contro la casa discografica storica del Boy, la Virgin Records, accusata di non aver promosso degnamente un album più che valido. Non a caso, l'etichetta non rinnoverà il contratto al cantante, rifiutandosi proprio di pubblicare il séguito (assai atteso dai fans) di Cheapness and Beauty, di cui compariranno alcune delle canzoni scartate nell'album-compilation del 1999, The Unrecoupable One Man Bandit, che raccoglierà dieci brani presentati in varie occasioni dal vivo e mai incisi, ma richiesti dai fan (come dice la nota interna, in cui O'Dowd menziona addirittura la parola "bug", scrivendo una frase simpaticamente antipatica, che suona come: 'Questo disco è stato fortemente voluto dai fans, che mi hanno scocciato a lungo affinché mi decidessi a pubblicarlo'). Il resto dei brani mai usciti del fantomatico sequel di Cheapness and Beauty avrebbe dovuto essere contenuto nel Volume 2 del suddetto album-compilation, che però, almeno finora, non è mai uscito.

## Lati B
I tre singoli (di cui uno doppio) estratti da Cheapness and Beauty contengono in totale 17 tracce, tutte quante incluse, nelle rispettive versioni originali, sull'album, tranne "These Boots Are Made For Walking", il pezzo (scritto da Lee Hazelwood e prodotto, come il resto, da John Themis) che apre il secondo CD singolo realizzato per "Il Adore". "These Boots Are Made For Walking", originariamente registrata da Nancy Sinatra, è stata in séguito re-inclusa sul cofanetto di 4 CD Culture Club - Box Set (2002). Gli altri brani del CD singolo, oltre alla traccia portante, sono le versioni acustiche di "Cheapness and Beauty" (poi reinserita in U Can Never B2 Straight) e "Sad". "Il Adore" è presente in tre versioni: quella dell'album, quella acustica e quella strumentale; soprattutto quest'ultima mette in risalto la stupenda orchestrazione del brano, realizzata dal geniale autodidatta cipriota John Themis, ormai da anni fedele collaboratore dell'artista - per inciso, all'interno del singolo, commercializzato nel lussuoso formato cartonato noto come digipack, è inserito anche un cartoncino separato che riproduce le parole del bellissimo testo (si tratta di una triste storia che si conclude con la morte per AIDS, che costituisce anche una delle scene di punta del musical "Taboo"). Più agevole seguire la track listing dei primi due singoli: "Funtime" contiene infatti soltanto la versione dell'album e un remix realizzato da Ramp, oltre a "Genocide Peroxide" (dedicata a Marilyn, lo storico ed ambiguo amico di George); mentre "Same Thing In Reverse" comprende quattro remix dell'unico brano presente, due dei quali realizzati da Evolution, di cui uno verrà re-inserito anche nel summenzionato box dei Culture Club, assieme al remix, sempre targato Evolution, di "Love Hurts", canzone già edita coi Jesus Loves You. Quanto al maxi singolo "Sad/Satan's Butterfly Ball", doppio lato A, come anticipato, le due tracce compaiono in due diversi remix ciascuno (due in versione lunga e due in versione breve), dai sottotitoli piuttosto creativi, descritti, con la tipica ironia boygeorgiana, sull'etichetta della copertina (divertente il gioco di parole «Scary Numan Club Mix», costruito sull'assonanza con il nome di Gary Numan, uno dei primi artisti synthpop degli anni ottanta). Riguardo quest'ultima, si tratta in realtà di un cartonato del colore della carta da pacchi, senza immagini, ma il foro centrale rende visibile la label del vinile, su cui compare una delle foto più ambigue mai mostrate dal cantante, in perfetto stile trans-gender del citato Bowery.

## Tracce

### Album
1. "Funtime" - 3:05 (Iggy Pop/David Bowie)
2. "Satan's Butterfly Ball" - 3:03 (George O'Dowd/John Themis)
3. "Sad" - 3:52 (George O'Dowd/John Themis)
4. "God Don't Hold A Grudge" - 2:49 (George O'Dowd/John Themis)
5. "Genocide Peroxide" - 3:44 (George O'Dowd/John Themis)
6. "If I Could Fly" - 4:04 (George O'Dowd/John Themis)
7. "Same Thing In Reverse" - 3:33 (George O'Dowd/John Themis)
8. "Cheapness And Beauty" - 3:59 (George O'Dowd/John Themis)
9. "Evil Is So Civilised" - 3:32 (George O'Dowd/John Themis)
10. "Your Love Is What I Am" - 4:12 (George O'Dowd/John Themis)
11. "Blindman" - 4:42 (George O'Dowd/John Themis)
12. "Unfinished Business" - 3:33 (George O'Dowd/John Themis)
13. "Il Adore" - 6:12 (George O'Dowd/John Themis)

### Singoli

#### Funtime
1. "Funtime" - 3:05 (Iggy Pop/David Bowie)
2. "Genocide Peroxide" - 3:44 (George O'Dowd/John Themis)
3. "Funtime" (Ramp Alien Spawn Club Mix) - 7:01 (Iggy Pop/David Bowie)

#### Same Thing In Reverse
1. "Same Thing In Reverse" (Country Queen Mix) - 3:37 (George O'Dowd/John Themis)
2. "Same Thing In Reverse" (Evolution's Radio Screamer) - 3:58 (George O'Dowd/John Themis)
3. "Same Thing In Reverse" (Evolution's Brick In My Handbag Mix) - 6:31 (George O'Dowd/John Themis)
4. "Same Thing In Reverse" (Clubzone's 303 Is Big Enough For Me Mix) - 8:19 (George O'Dowd/John Themis)

#### Il Adore
CD 1
1. "Il Adore" - 6:14 (George O'Dowd/John Themis)
2. "Il Adore" (Instrumental) - 3:46 (George O'Dowd/John Themis)
3. "Cheapness And Beauty" (Accoustic Version) - 6:14 (George O'Dowd/John Themis)

CD 2
1. "These Boots Are Made For Walking" (Lee Hazelwood) - 2:50
2. "Sad" (Accoustic Version) - 3:40 (George O'Dowd/John Themis)
3. "Il Adore" (Accoustic Version) - 3:45 (George O'Dowd/John Themis)

#### Sad/Satan's Butterfly Ball
1. "Sad" (Scary Numan Dub) - 6:51 (George O'Dowd/John Themis)
2. "Sad" (Fruitfly Mix) - 3:38 (George O'Dowd/John Themis)
3. "Satan's Butterfly Ball" (Performance Mix) - 6:06 (George O'Dowd/John Themis)
4. "Satan's Butterfly Ball" (Couture Icon Mix) - 3:05 (George O'Dowd/John Themis)

## Formazione/Musicisti/Staff/Produzione
- Boy George: voce & testi
- John Themis: chitarre, voci & direzione musicale
- Winston Blisset: basso
- Tansay Brahim: batteria
- Mike Timothy: tastiere
- Lady Zee, Linda Duggan: altre voci
- Stefan Frank: percussioni
- Luis Jardim: percussioni etniche sulla traccia nº 11
- Hossam Ramzy: mandolino
- Martin Bell: ritmi extra
- Uli Webber: immagine di copertina
- Jessica Corcoran: produzione
- John Themis: produzione in nº 5, 6 & 13